# Kapitán Price
Kapitán John Price a Kapitán Price jsou 2 fiktivní postavy z herní série Call of Duty. Postava Johna byla vytvořena podle vojáka Johna McAleese, postava Kapitána pravděpodobně také. Znakem Johna Price z MW jsou vousy a jungle klobouk (v Call of Duty 1 a 2 to byl knír a baret). John Price byl dabován Barry Sloanem. Cpt. Price byl dabován Michaelem Goughem. Postava Johna se objevila i ve francouzské úpravě Black Ops.

## John Price (Modern Warfare)
V roce 1995 se dal k SAS jako jejich 141. člen. O rok později, v hodnosti poručíka, mu byla svěřena důležitá akce s kapitánem MacMillanem a to zabít v Černobylu obchodníka a teroristu Imrana Zakhaeva. Akce nebyla úspěšná a Price Zakhaevovi ustřelil ruku. MacMillan byl zraněn a Price ho odvedl do bezpečí. Ze Zakhaeva se potom stal muž s téměř neomezenou mocí. Price si proto dal Zakhaevovu smrt za svůj úkol. O několik let později mu byl svěřen voják John „Soap“ MacTavish. Podnikli spolu několik důležitých akcí až skončili u toho že Soap zabil Zakhaeva. Jejich cesty se rozešly a do roku 2016 o Priceovi nikdo neslyšel. Price byl umístěn do vězení v Petropavlovsku odkud ho zachránila jednotka Task Force 141. Poté, co byli členové této jednotky zabiti v akci zrádcem generálem Sheperdem, složil Price novou ve které byl on, Soap a ruský zabiják Yuri. Společně se snažili dostat teroristu Makarova, který nastoupil na místo zabitého Zakhaeva. Jenže Soap zemře kvůli tomu, že byli s Yurim v budově, do které dal Makarov bombu a oni o tom nevěděli. Vyskočili z budovy a spadli asi z 30 nebo 20 metrové výšky a otevřou se mu staré rány, které mu udělal např. Sheperd a tak John „Soap“ MacTavish zemřel. John Price se na Makarova neuvěřitelně rozhněval. Udržuje spojení s americkými Delta Force. Když s Yurim a Pricem zaútočí na Makarova tak Yuri umírá. Price z posledních sil Makarovovi omotá kolem krku lano a pustí ho do nižšího patra. Makarovovi to zlomí vaz. Price si dává zasloužený doutník jako po každé akci.

## Cpt. Price (Call of Duty)
Cpt. Price je dědeček Johna Price. Dělí je od sebe 70 let. Nejdříve byl v 6. výsadkové divizi britské armády. Poté se přidal k SAS. Nejvýznamnější byly ale jeho počiny v 7. obrněné divizi britské armády, kterou vedl. Důležité byly jeho mise u El-Alamienu. Bojoval také v Normandii. Umírá 27. října 1944 při útoku na německou bitevní loď Tirpitz.